# DB-Baureihe VT 07
Der VT 07.5 waren zwei Triebwagenzüge der Deutschen Bundesbahn. Die Triebwagenzüge entstanden aus vorhandenen Resten von Triebwagen der Bauart Berlin 137 901 bis 903.

## Geschichte
Um den Bedarf an Schnelltriebzügen zu decken, entschloss sich die Bundesbahn 1951, die vorhandenen Reste der Triebwagen der Bauart Berlin (137 901 und 137 902) zu zwei dreiteiligen Triebzügen umzubauen. Es waren noch die beiden Mittelwagen sowie der Steuerwagen vorhanden. So fertigte man unter Zuhilfenahme von Teilen des Mittelwagens jeweils einen neuen Maschinenwagen. 1956 erfolgte nochmals ein Umbau.
Die Triebwagen wurden vom Bahnbetriebswerk Dortmund-Betriebsbahnhof, beziehungsweise später vom Bahnbetriebswerk Frankfurt-Griesheim, als Fernschnellzug eingesetzt. Als Verstärkungszug des TEE 77/78 verkehrten sie später vom Bahnbetriebswerk Hamburg-Altona aus. Zuletzt waren sie in den Bahnbetriebswerken Dortmund Bbf und Köln-Nippes stationiert. Am 4. Juli 1960 wurden beide Triebzüge ausgemustert. Die Maschinenanlage diente später als Ersatzteilspender.

## Konstruktive Merkmale
Der Wagenkasten bestand aus in Spantenbauweise gefertigten geschweißten Blechen und Stahlprofilen. Die Seitenwände waren tragend. Die Fenster und Türen waren außenhautbündig konstruiert. Die beiden Stirnenden waren abgerundet, eine Übergangsmöglichkeit bestand nicht. Der Wagenkasten verfügte über eine durchgehende Schürze. Zwischen den Wagen bestanden geschützte Übergange mit doppeltem Faltenbalg.
Das Triebdrehgestell war eine geschweißte Hohlkastenkonstruktion aus Doppel-T-Trägern und Tiefanlenkung. Die Laufraddrehgestelle waren entsprechend angepasste der Bauart Görlitz. Die Radsätze waren mit Blatt- und Schraubenfedern gefedert und liefen in Wälzlagern. Auch die Wiegenfederung erfolgte durch Blatt- und Schraubenfedern.
Die Triebzugenden waren mit einer Mittelpufferkupplung Bauart Scharfenberg versehen, die auch die elektrische und die pneumatische Leitung mitkuppelten. Die einzelnen Wagen waren mittels Kurzkupplung und Seitenpuffern gekuppelt.